# Polyrhachis ammon
Polyrhachis ammon é uma espécie de formiga do gênero Polyrhachis, pertencente à subfamília Formicinae.